# Петрівщина (Польща)
Петрівщина (Пйотровщизна, пол. Piotrowszczyzna) — село в Польщі, у гміні Кліщелі Гайнівського повіту Підляського воєводства. Населення — 29 осіб (2011).

## Історія
Вперше згадується 1577 року.
У 1975—1998 роках село належало до Білостоцького воєводства.

## Демографія
Демографічна структура станом на 31 березня 2011 року:
|          | Загалом | Допрацездатний вік | Працездатний вік | Постпрацездатний вік |
| -------- | ------- | ------------------ | ---------------- | -------------------- |
| Чоловіки | 12      | 1                  | 8                | 3                    |
| Жінки    | 17      | 1                  | 8                | 8                    |
| Разом    | 29      | 2                  | 16               | 11                   |